# Pliosaurus
Pliosaurus (som betyder "mer ödla") är en utdöd släkte av thalassophonean pliosaurier som är känd från Kimmeridgian och Tithonian stadier (Sen jura) i Europa och Sydamerika. Deras diet skulle ha inkluderat fisk, bläckfiskar och marina reptiler. Det här släktet har inneburit många arter i det förflutna men de senaste recensionerna fann endast sex att vara giltiga, medan giltigheten för två ytterligare arter väntar på en framställan till ICZN.

## Storlekar

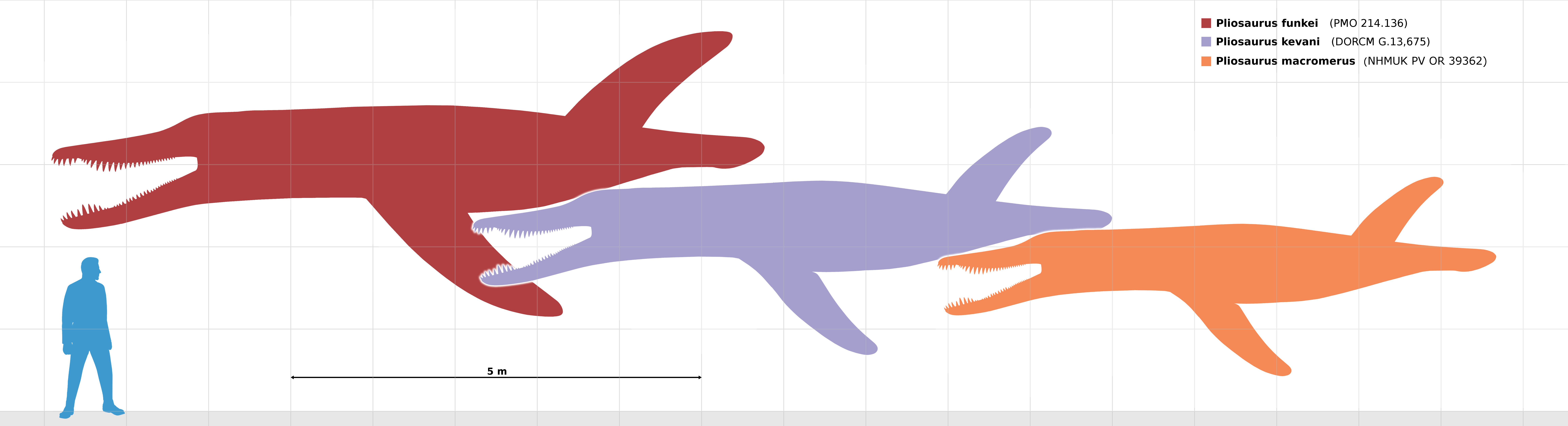
P. funkei  P. kevani  P. macromerus